# 1901

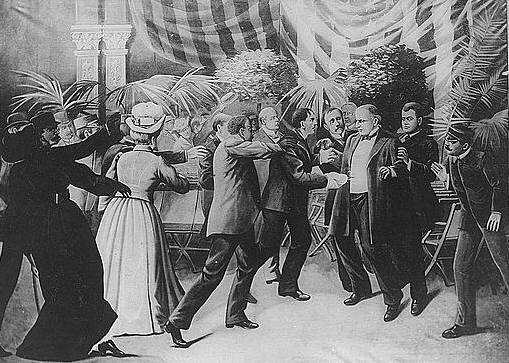
De moordaanslag op McKinley (6 september 1901)

Het jaar 1901 is het eerste jaar in de 20e eeuw volgens de christelijke jaartelling.

## Gebeurtenissen
januari
- 1 - Nigeria wordt een protectoraat van het Verenigd Koninkrijk.
- 1 - Oprichting van het Gemenebest van Australië.
- 7 - Alfred Packer wordt na 18 jaar gevangenisstraf voor kannibalisme vrijgelaten.
- 10 - Op het vijfde congres van de Zionistische Wereldorganisatie te Bazel wordt het Joods Nationaal Fonds gesticht met als doel om land aan te kopen voor joodse vestiging in de osmaanse provincie Palestina.
- 10 - In Texas wordt aardolie gevonden.
- 22 - Koningin Victoria van het Verenigd Koninkrijk sterft. Zij wordt opgevolgd door de bijna 60-jarige kroonprins Albert, die gaat regeren als Eduard VII.

februari
- 7 - Koningin Wilhelmina der Nederlanden trouwt in Den Haag met hertog Hendrik van Mecklenburg-Schwerin.
- 24 - Koning Edward VII van het Verenigd Koninkrijk arriveert per schip in Vlissingen op doorreis naar een Duits kuuroord. De Zeeuwen op de kade zingen demonstratief het Volkslied van Transvaal.

maart
- 1 - De Wuppertaler Schwebebahn wordt in gebruik genomen.
- 4 - De Amerikaanse president William McKinley begint aan zijn tweede regeringsperiode.
- 13 - De Amerikaanse staalfabrikant Andrew Carnegie kondigt aan, dat hij zich terugtrekt uit het zakenleven. Hij verkoopt zijn bedrijf aan de bankier J.P. Morgan, die het met enkele andere overnames onderbrengt in de eerste holding ter wereld: U.S. Steel.
- 17 - Progressief-liberalen en radicalen in Nederland richten de Vrijzinnig-Democratische Bond op.
- 23 - Aftreden van Emilio Aguinaldo als president van de niet erkende Filipijnse Republiek. Hij erkent het bestuur van de Amerikaanse gouverneur William Howard Taft.

april
- 20 - De NFLS opent officieel haar eerste spoorlijn: Leeuwarden-Ferwerd. Op 22 april gaan de treinen rijden.
- 25 - De Amerikaanse staat New York voert als eerste een verplicht kenteken in voor automobielen.
- 26 - Lizzy van Dorp wordt de eerste vrouwelijke jurist in Nederland.
- 28 - Oprichting van de Koninklijke Nederlandse Atletiek Unie.

mei
- 6 - Prins Hendrik opent het Wandelhoofd Koningin Wilhelmina bij het Scheveningse Kurhaus.
- 8 - De Belg Eugène Monseur richt de Ligue Belge des Droits de l’Homme op.

juni
- 11 - Het Filipijns hooggerechtshof wordt door het Amerikaanse gouvernement opgericht. De eerste opperrechter wordt Cayetano Arellano.
- 22 - De Nederlandse woningwet wordt van kracht, waardoor gemeenten een actieve eigen woningpolitiek kunnen gaan voeren.
- 24 - De Nederlandse Staatsmijnen worden bij wet opgericht. De wet is ingediend door minister van Nijverheid Cornelis Lely.

juli
- 1 - In Frankrijk wordt de anti-klerikale wet op de laicité gestemd die leidt tot de naasting van kerkelijke goederen en gebouwen en de verbanning van verschillende kloostergemeenschappen.

augustus
- 1 - Beëdiging van het kabinet-Kuyper. Abraham Kuyper heeft een ploeg bij elkaar van 5 protestantse en 3 katholieke ministers. Zelf neemt hij binnenlandse zaken voor zijn rekening.
- 2 - In As in de Belgische Kempen wordt onder leiding van de mijnbouwkundige André Dumont een grote kolenlaag gevonden. Hiermee begint de ontginning en een reusachtige uitbreiding van de Belgische mijnbouw.
- 30 - Hubert Booth krijgt octrooi op zijn uitvinding: de stofzuiger.
- augustus - Het Britse literaire tijdschrift The Strand Magazine begint met de publicatie in afleveringen van The hound of the Baskervilles van Arthur Conan Doyle.

september
- 6 - De Amerikaanse president William McKinley raakt zwaargewond bij een moordaanslag.
- 7 - Ondertekening in Peking van het Bokserprotocol. De keizerlijke regering van China moet haar verkapte steun aan de Bokseropstand bekopen met een schadevergoeding van 450 miljoen taels aan de coalitie van Europese mogendheden. Ook moet ze zich verplichten de leiders van de opstand ter dood te brengen.
- 14 - President McKinley bezwijkt aan zijn verwondingen. Hij wordt opgevolgd door vicepresident Theodore Roosevelt.
- 14 - 3 wetenschappers vinden in Siberië de resten van een van de laatste mammoeten die op aarde leefden.
- 24 - Eerste auto-ongeluk met dodelijke afloop in Nederland. Bij Valkenburg botst een auto tegen de Grendelpoort. De Nederlandse officier baron Van Asbeck raakt dodelijk gewond.[1]

oktober
- 2 - Bouw van de eerste onderzeeboot voor de Britse marine.
- 19 - De Braziliaan Alberto Santos-Dumont vliegt in een luchtschip een rondje om de Eiffeltoren.

december
- 2 - King Camp Gillette krijgt in de USA octrooi op het dubbelzijdig scheermes.
- 9 - De jonge Haagse huisarts Plantenga opent het eerste Nederlandse Consultatiebureau voor zuigelingen naar Frans voorbeeld.
- 10 - De eerste Nobelprijzen worden uitgereikt. De Nederlander Jacobus van 't Hoff ontvangt die voor scheikunde voor zijn verdienste als grondlegger van de stereochemie.
- 12 - Het eerste trans-Atlantische radio-bericht, wordt ontvangen op Newfoundland door Guglielmo Marconi.
- 12 - Inwijding van de Dominicanenkerk in Zwolle, waarmee de paters terug zijn na ruim drie eeuwen.
- 20 - In Brits-Oost-Afrika wordt een spoorlijn voltooid van Mombassa naar het Victoriameer.
- In Susa wordt door Franse archeologen een zuil opgegraven met daarop de tekst van de Codex Hammurabi.

zonder datum
- Uitgave van de eerste Iskra.
- In Nederland verschijnt het eerste leerboek Esperanto.
- Booker T. Washington schrijft "Up from slavery", waarin hij de Amerikaanse zwarte bevolking voorhoudt zich te ontwikkelen teneinde zich te bevrijden.
- De Okapi wordt voor het eerst wetenschappelijk beschreven.

## Muziek
- Een Napolitaans liefdeslied begint zijn veroveringstocht door de wereld: 'O sole mio, geschreven in 1899 door Giovanni Capurro en Eduardo di Capua.
- Edvard Grieg voltooit zijn Lyrische Stücke met Boek 10.

### Premières
- 2 februari: Trois etudes de concert opus 47 van Agathe Backer-Grøndahl
- 13 februari: Aino, een toneelstuk van Alvilde Prydz, wordt voor het eerste uitgevoerd met onder andere muziek van Johan Halvorsen
- 14 maart: Frank Bridges Strijkkwartet in Bes (H.3) in Londen; Anton Bruckners voltooide zijn Symfonie 6 in Stuttgart
- 26 maart: eerste uitvoering van Tordenskjold een toneelstuk van Jacob Breda Bull met muziek van Johan Halvorsen
- 29 maart: Alexander Skrjabins Symfonie nr. 1
- 31 maart: Antonín Dvořáks opera Rusalka
- 4 april: Serenade in a mineur van Ralph Vaughan Williams
- 4 juni: Johan Halvorsens muziek bij Harlekins Omvendelse van Ove Rode
- 1 oktober: Agathe Backer-Grøndahls Mor synger
- 20 oktober: Christian Sindings Vioolconcert nr. 2
- 27 oktober: Sergei Rachmaninovs volledige Pianoconcert nr. 2
- 2 december: Edward Elgars Concert allegro
- 4 december: Frank Bridges Strijkkwintet in e mineur (H.7)
- 5 december: Selim Palmgrens Pianosonate door Palmgren zelf
- 14 december: Frederick Delius' Paris - The song of a great city
- 21 december: Carl Zellers Der Kellermeister

## Beeldende kunst

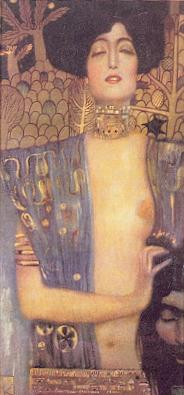
Judith I, Gustav Klimt
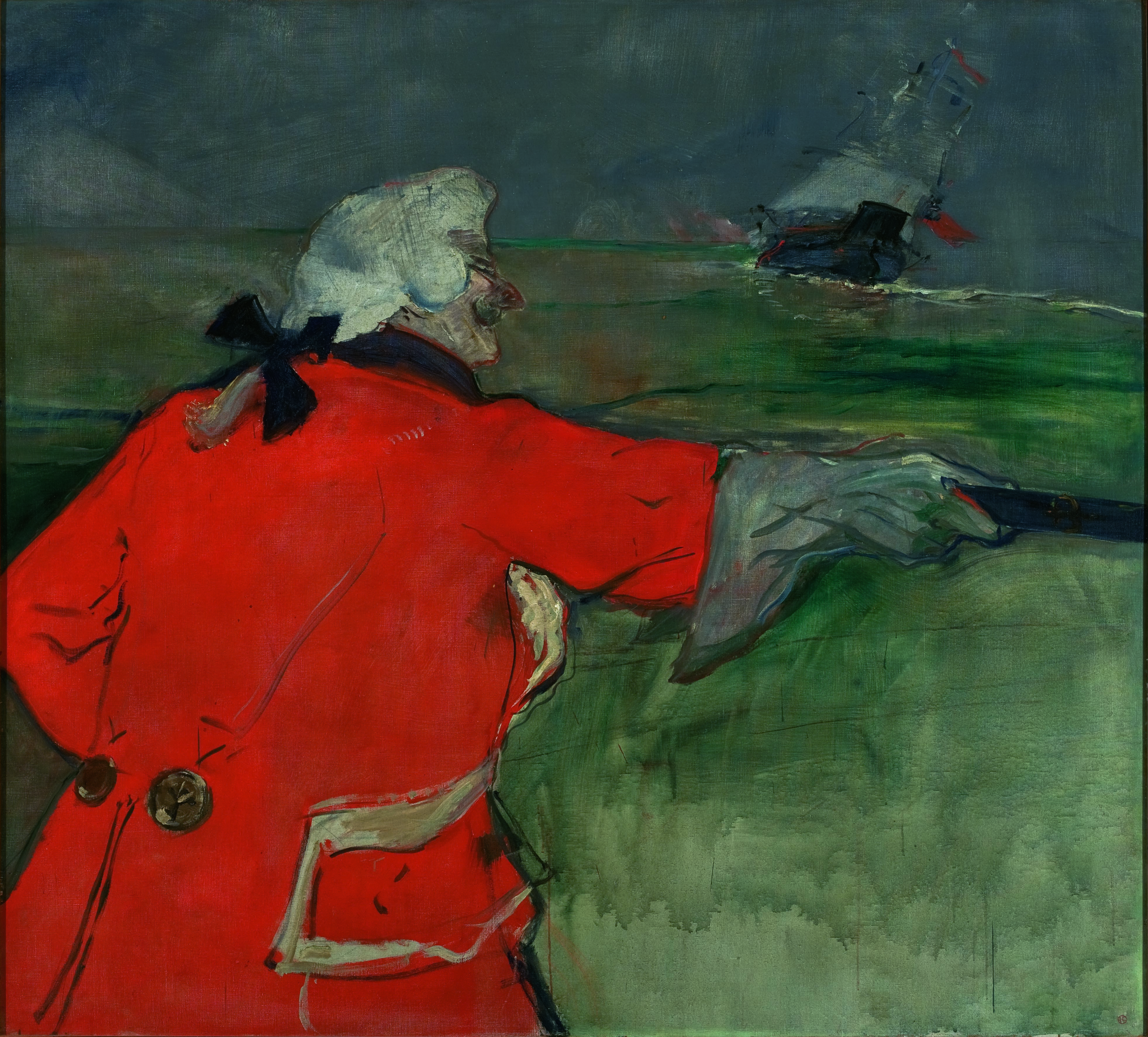
Toulouse-Lautrec, São Paulo Museum of Art
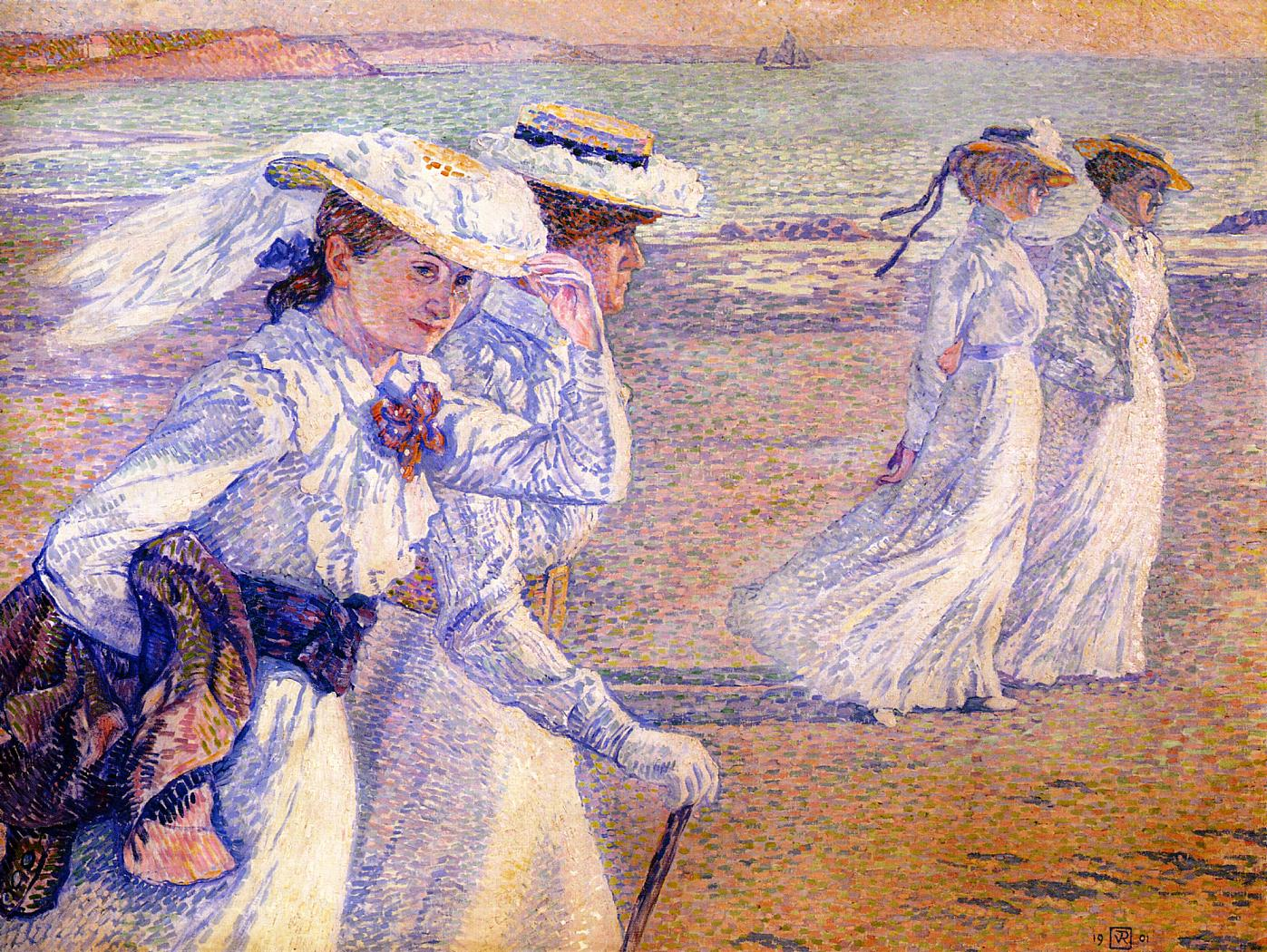
La Promenade (1901)'Théo van Rysselberghe

## Bouwkunst

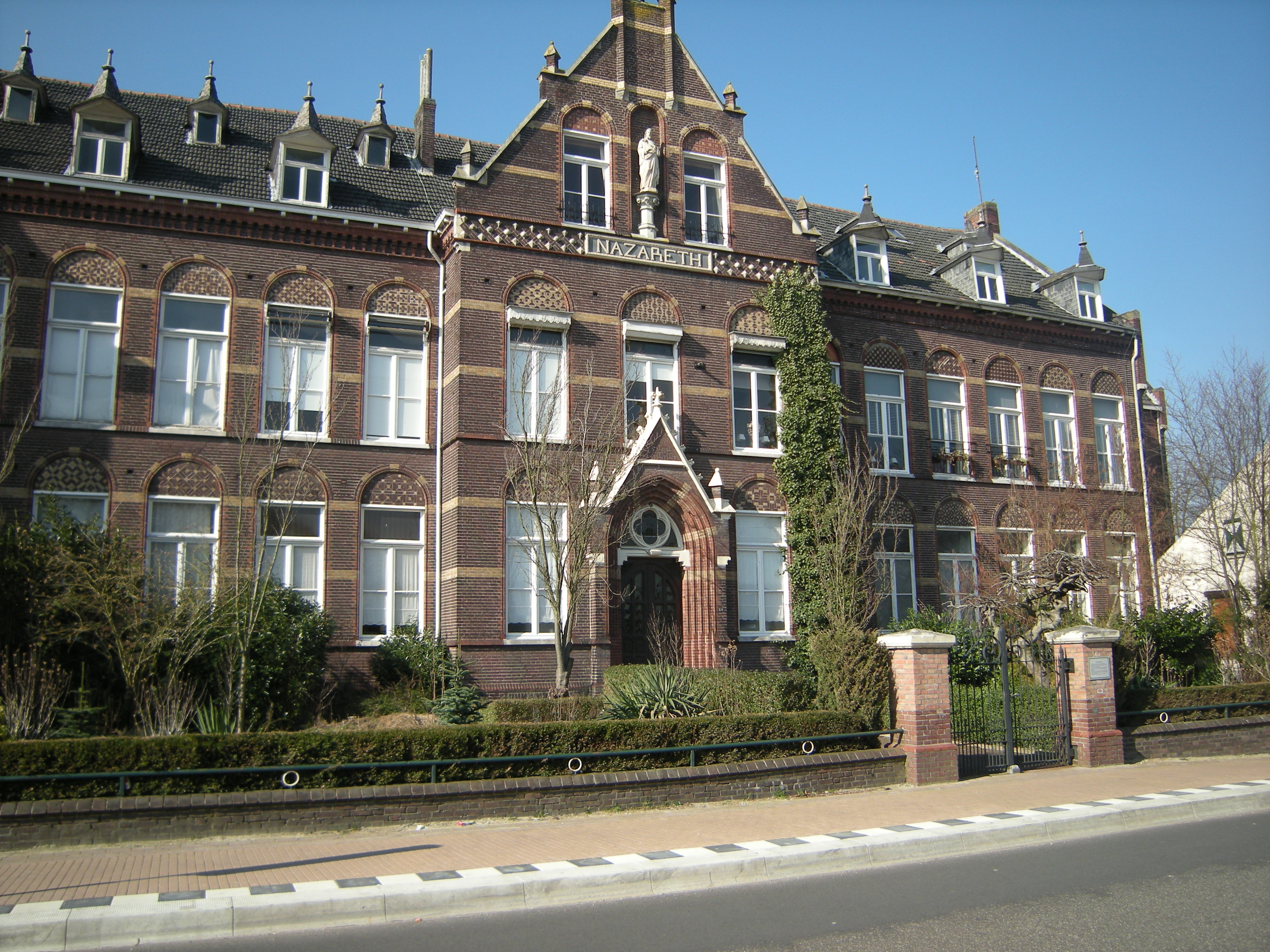
Klooster Nazareth (Venlo) (1901) Jules Kayser

## Nobelprijzen
- Natuurkunde: Wilhelm Röntgen (Dui)
- Scheikunde: Jacobus van 't Hoff (Ned)
- Geneeskunde: Emil Adolf von Behring (Dui)
- Literatuur: Sully Prudhomme (Fra)
- Vrede: Henri Dunant (Zwi) en Frédéric Passy (Fra)

## Geboren

### januari

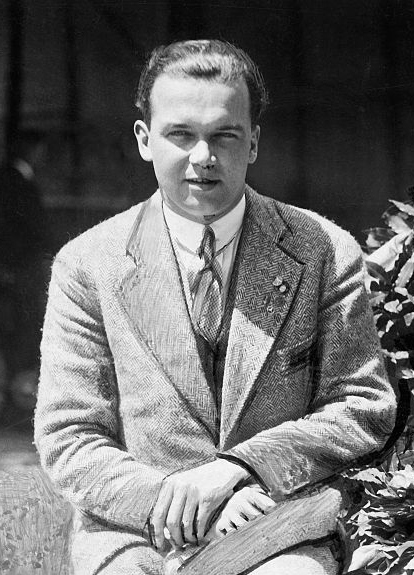
Rudolf Caracciola
30 januari 1901

- 1 - Marcel Balsa, Frans autocoureur (overleden 1984)
- 1 - Christine Wttewaall van Stoetwegen, Nederlands politica (overleden 1986)
- 2 - Pleun van Leenen, Nederlands langeafstandsloper (overleden 1982)
- 3 - Ngô Đình Diệm, president van Zuid-Vietnam (overleden 1963)
- 4 - Marian Spoida, Pools voetballer (overleden 1940)
- 10 - Henning von Tresckow, Duits generaal (overleden 1944)
- 11 - Andries Copier, Nederlands ontwerper en glaskunstenaar (overleden 1991)
- 12 - Pedro Benítez, Paraguayaans voetballer (overleden 1974)
- 16 - Fulgencio Batista, Cubaans president (overleden 1973)
- 19 - Hans Moser, Zwitsers ruiter (overleden 1974)
- 21 - Kick Geudeker, Nederlands sportjournalist (overleden 1977)
- 21 - Ricardo Zamora, Spaans voetballer (overleden 1978)
- 23 - Benno Stokvis, Nederlands jurist, publicist en politicus (overleden 1977)
- 25 - Pablo Antonio, Filipijns architect (overleden 1975)
- 30 - Rudolf Caracciola, Duits autocoureur (overleden 1959)

### februari
- 1 - Clark Gable, Amerikaans acteur (overleden 1960)
- 2 - Jascha Heifetz, Joods-Amerikaans violist (overleden 1987)
- 4 - Willem Bokhoven, Nederlands waterpoloër (overleden 1982)
- 7 - A. den Doolaard, Nederlands schrijver en journalist (overleden 1994)
- 10 - Cor Kieboom, Nederlands voorzitter van Feyenoord (overleden 1982)
- 13 - Vasili Koeznetsov, Russisch politicus (overleden 1990)
- 19 - Florence Green, laatste overlevende veteraan van de Eerste Wereldoorlog (overleden 2012)
- 19 - Werner Kaegi, Zwitsers geschiedkundige (overleden 1979)
- 20 - Foka van Loon, Nederlands schrijfster (overleden 1995)
- 20 - Mohammed Naguib, Egyptisch militair en politicus; president 1953-1954 (overleden 1984)
- 23 - Mien van 't Sant, Nederlands schrijfster (overleden 1994)
- 25 - Zeppo Marx, Amerikaanse acteur, komiek en musicus (overleden 1979)
- 28 - Linus Pauling, Amerikaans chemicus en tweevoudig Nobelprijswinnaar (overleden 1994)

### maart
- 10 - Hendrik van den Broek, Nederlands journalist (overleden 1959)
- 10 - Michel Seuphor, Belgisch kunstenaar (overleden 1999)
- 15 - Theo Uden Masman, Nederlands musicus (overleden 1965)
- 19 - Cornelis van Geelkerken, Nederlands plaatsvervangend leider van de NSB (overleden 1976)
- 19 - Gerrit Jan van Heuven Goedhart, Nederlands journalist, verzetsstrijder en politicus (overleden 1956)
- 24 - Ub Iwerks, eerste tekenaar van Mickey Mouse (overleden 1971)
- 26 - Marie Liguinen, Frans supereeuwelinge (overleden 2015)
- 27 - Carl Barks, Amerikaans striptekenaar en schepper van een groot deel van de Duckstad-wereld (overleden 2000)

### april
- 8 - Jean Prouvé, Frans architect en ontwerper (overleden 1984)
- 10 - Arend Tael, Nederlands schrijver, pseudoniem voor Arie Pieter Krul (overleden 1945)
- 13 - René Pleven, Frans politicus (overleden 1993
- 15 - Joe Davis, Brits snookerspeler (overleden 1978)
- 16 - Stine Lerou, Nederlands actrice (overleden 1997)
- 21 - Herman Van den Reeck, Vlaams politiek geëngageerd student (overleden 1920)
- 22 - Max Lobato, Surinaams politicus (overleden 1988)
- 23 - Wim Bolten, Nederlands atleet (overleden 1971)
- 28 - Corry Vonk, Nederlands revuester en cabaretière (overleden 1988)
- 30 - György Orth, Hongaars voetballer en voetbaltrainer (overleden 1962)

### mei

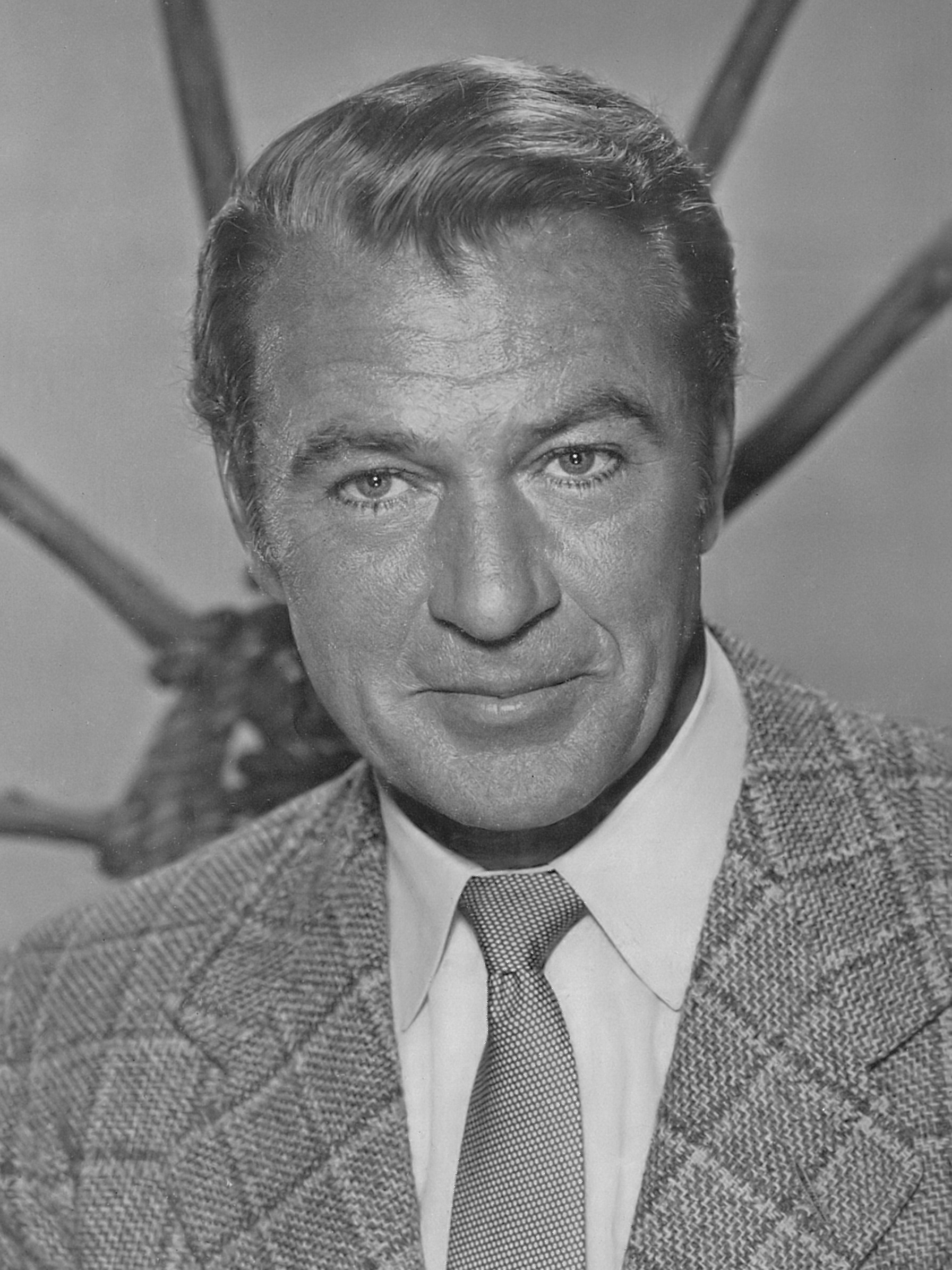
Gary Cooper
7 mei 1901

- 2 - Chiyo Miyako, Japans supereeuwelinge (overleden 2018)
- 4 - Hector Marius van Fenema, Nederlands burgemeester (overleden 1983)
- 7 - Gary Cooper, Amerikaans acteur (overleden 1961)
- 8 - Fik Abbing, Nederlands kunstschilder en illustrator (overleden 1955)
- 8 - August Schmidhuber, Duits officier (overleden 1947)
- 13 - Witold Pilecki, Pools beroepsmilitair en verzetsman (overleden 1948)
- 13 - Louis Somer, Nederlands violist en componist (overleden 1966)
- 15 - Luis Monti, Italo-Argentijns voetballer (overleden 1983)
- 18 - Vincent du Vigneaud, Amerikaans biochemicus en Nobelprijswinnaar (overleden 1978)
- 20 - Max Euwe, Nederlands schaker (overleden 1981)
- 23 - Edmund Rubbra, Brits componist, muziekpedagoog en pianist (overleden 1986)
- 24 - Toine Mazairac, Nederlands wielrenner (overleden 1966)
- 24 - José Nasazzi, Uruguayaans voetballer (overleden 1968)
- 25 - Alex Asperslagh, Nederlands schilder, glazenier en keramist (overleden 1984)
- 30 - Alfred Karindi, Estisch componist en organist (overleden 1969)

### juni
- 1 - Joop ter Beek, Nederlands voetballer (overleden 1934)
- 2 - Terence Sanders, Brits roeier (overleden 1985)
- 3 - Zhang Xueliang,  Chinees legerleider (de Jonge Maarschalk) (overleden 2001)
- 6 - Soekarno, President van Indonesië (overleden 1970)
- 6 - Helmuth Stieff, Duits generaal (overleden 1944)
- 10 - Eric Maschwitz, Brits auteur, componist, dramaticus en scenarist (overleden 1969)
- 13 - Paul Fässler, Zwitsers voetballer (overleden 1983)
- 13 - Gerard Steurs, Belgisch atleet (overleden 1961)
- 13 - Lode Zielens, Vlaams schrijver (overleden 1944)
- 19 - Anton Leo de Block, Nederlands jurist (overleden 1986)
- 24 - Marcel Mule, Frans klassiek saxofonist (overleden 2001)

### juli
- 3 - Ruth Crawford Seeger, Amerikaans componiste (overleden 1953)
- 5 - Ermenegildo Florit, Italiaans kardinaal-aartsbisschop van Florence (overleden 1985)
- 5 - Julio Libonatti, Argentijns voetballer (overleden 1981)
- 5 - Sergej Obraztsov, Russisch poppenspeler (overleden 1992)
- 7 - Gustav Knuth, Duits acteur (overleden 1987)
- 7 - Vittorio De Sica, Italiaans filmregisseur en acteur (overleden 1974)
- 9 - Barbara Cartland, Brits schrijfster en stiefgrootmoeder van prinses Diana (overleden 2000)
- 9 - Jester Hairston, Amerikaans koordirigent, componist en acteur (overleden 2000)
- 14 - Gerald Finzi, Brits componist (overleden 1956)
- 15 - Nicola Abbagnano, Italiaans filosoof (overleden 1990)
- 15 - Pyke Koch, Nederlands kunstschilder (overleden 1991)
- 17 - Luigi Chinetti, Italiaans-Amerikaans autocoureur (overleden 1994)
- 17 - Jan Nowee, Nederlands jeugdboekenschrijver (overleden 1958)
- 21 - Albert Hamilton Gordon, Amerikaanse ondernemer en econoom (overleden 2009)
- 24 - Lucie Petit, Frans-Belgisch atlete (overleden ??)
- 25 - Walter Breedveld, Nederlands auteur (overleden 1977)
- 27 - Henrietta Drake-Brockman, West-Australisch schrijfster (overleden 1968)
- 27 - Joaquin Palacio, Spaans autocoureur (overleden 1989)
- 29 - Anton Toscani, Nederlands snelwandelaar (overleden 1984)

### augustus
- 2 - Ignatius Kung Pin-Mei, Chinees r.k. bisschop en kardinaal (overleden 2000)
- 4 - Louis Daniël Satchmo Armstrong, Amerikaans jazzmusicus (overleden 1971)
- 8 - Nina Berberova, Russisch dichter en schrijver (overleden 1993)
- 8 - Ernest Lawrence, Amerikaans natuurkundige en Nobelprijswinnaar (overleden 1958)
- 9 - Max Adriani Engels, Nederlands sportjournalist (overleden 1976)
- 9 - Charles Farrell, Amerikaans acteur (overleden 1990)
- 10 - Franco Rasetti, Italiaans-Amerikaans natuurkundige (overleden 2001)
- 10 - Mona Rüster, Duits tafeltennisster (overleden 1976)
- 18 - Arne Borg, Zweeds zwemmer (overleden 1987)
- 23 - Minne Endstra, Nederlands zakenman (overleden 1971)
- 26 - Jan de Quay, Nederlands minister-president (overleden 1985)
- 30 - Felix Abraham Duits seksuoloog (overleden 1937)

### september
- 5 - Jesualda Kwanten, Nederlands kloosterzuster en beeldhouwster (overleden 2001)
- 5 - Mario Scelba, Italiaans politicus (overleden 1991)
- 8 - Rie Beisenherz, Nederlands zwemster (overleden 1992)
- 9 - Meyer Sluyser, Nederlands journalist, radiocommentator en publicist (overleden 1973)
- 10 - Ondino Viera, Uruguayaans voetbalcoach (overleden 1997)
- 12 - Ernst Pepping, Duits componist (overleden 1981)
- 16 - Andrée Joly, Frans kunstschaatsster (overleden 1993)
- 22 - Charles Brenton Huggins, Canadees-Amerikaans arts, fysioloog en Nobelprijswinnaar (overleden 1997)
- 23 - Adriaan Pitlo, Nederlands jurist en hoogleraar (overleden 1987)
- 23 - Jaroslav Seifert, Tsjechisch schrijver, dichter en journalist (overleden 1986)
- 26 - Adolf Brakke, Surinaams politicus (overleden 1977)
- 28 - Lily Bouwmeester, Nederlands actrice (overleden 1993)
- 29 - Enrico Fermi, Italiaans-Amerikaans natuurkundige en Nobelprijswinnaar (overleden 1954)
- 29 - Lanza del Vasto, Italiaans filosoof, poëet, artiest, en geweldloos activist (overleden 1981)

### oktober
- 2 - Charles Stark Draper, Amerikaans wetenschapper en uitvinder (overleden 1987)
- 5- Jacob Ydema, Nederlands kunstschilder en glazenier (overleden 1990)
- 8 - Mark Oliphant, Australisch natuurkundige en politicus (overleden 2000)
- 23 - Kristmann Guðmundsson, IJslands schrijver (overleden 1983)
- 27 - Luis Brunetto, Argentijns atleet (overleden 1968)
- 31 - Cornelis van Steenis, Nederlands botanicus (overleden 1986)

### november
- 1 - Lew Childre, Amerikaans countrymusicus en onemanshowhost (overleden 1961)
- 3 - P.J. Koets, Nederlands leraar, journalist en politicus (overleden 1995)
- 3 - Leopold III, koning der Belgen (overleden 1983)
- 4 - Piet Kasteel, Nederlands journalist, verzetsstrijder, schrijver en diplomaat (overleden 2003)
- 9 - Eduard Veterman, Nederlands schrijver en verzetsman (overleden 1946)
- 15 - Elmar Kaljot, Estisch voetballer (overleden 1969)
- 17 - Lee Strasberg, Amerikaans acteerdocent en toneelregisseur (overleden 1982)
- 18 - George Gallup, Amerikaans statisticus en opinie-onderzoeker (overleden 1984)
- 25 - Klaas Breeuwer, Nederlands voetballer (overleden 1961)
- 28 - Roy Urquhart, Brits generaal (overleden 1988)

### december
- 1 - Johann Friedrich Remmert, Nederlands NSB-burgemeester (overleden 1969)
- 2 - Staf Nees, Belgisch beiaardier, componist en organist (overleden 1965)
- 2 - Raimundo Orsi, Argentijns-Italiaans voetballer (overleden 1986)
- 5 - Werner Heisenberg, Duits wis- en natuurkundige (overleden 1976)
- 5 - Walt Disney, Amerikaans tekenfilmmaker en schepper van onder meer Mickey Mouse, Goofy en Donald Duck (overleden 1966)
- 11 - Tonny Vlaanderen, Nederlands fotografe (overleden 1993)
- 12 - Harald Kaarman, Estisch voetballer (overleden 1942)
- 13 - Paolo Dezza, Italiaans jezuïet en kardinaal (overleden 1999)
- 14 - Paul I van Griekenland (overleden 1964)
- 19 - Rudolf Hell, Duits uitvinder (overleden 2002)
- 22 - Arie Kaan, Nederlands atleet (overleden 1991)
- 22 - André Kostelanetz, Amerikaans dirigent en arrangeur (overleden 1980)
- 25 - Milada Horáková, Tsjechisch politica (overleden 1950)
- 26 - Barend Lempke, Nederlands lepidopterist (overleden 1993)
- 26 - James MacNabb, Brits roeier (overleden 1990)
- 26 - Georg Rimski-Korsakov, Russisch musicoloog en componist (overleden 1965)
- 26 - Adrianus van der Vaart, oudste man van Nederland (overleden 2008)
- 27 - Marlène Dietrich, Duits-Amerikaans actrice (overleden 1992)
- 27 - Rudi Hornecker, Duits cineast (overleden 1961)
- 29 - Feitiço, Braziliaans voetballer (overleden 1985)

### Datum onbekend
- Saniya Habboub, Libanees arts (overleden 1983)

## Overleden

### januari
- 5 - Karel Alexander (82), groothertog van Saksen-Weimar-Eisenach
- 20 - Zénobe Gramme (74), Belgisch wetenschapper
- 22 - Victoria (81), koningin van Groot-Brittannië Ierland (1837-1901)
- 27 - Giuseppe Verdi (87), Italiaans componist

### februari
- 11 - Milan Obrenović (46), Servisch koning

### maart
- 8 - Peter Benoit (66), Vlaams componist
- 11 - Hendrik Jan Heuvelink jr. (68), Nederlands architect
- 13 - Benjamin Harrison (67), 23ste president van de Verenigde Staten

### april
- 15 - Leopoldus Passchijn (67), Belgisch politicus
- 16 - Henry Augustus Rowland (52), Amerikaans natuurkundige

### mei
- 24 - Louis-Zéphirin Moreau (77), Canadees rooms-katholiek bisschop en ordestichter
- 30 - Victor D'Hondt (60), Belgisch jurist, bekend vanwege zijn zetelverdelingsmethode bij verkiezingen

### juni
- 20 - Alexander Forrest (51), ontdekkingsreiziger, landmeter en parlementslid in West-Australië

### juli
- 17 - Johanna Spyri (74), Zwitsers schrijfster

### augustus
- 12 - Francesco Crispi (81), Italiaans politicus

### september
- 9 - Henri de Toulouse-Lautrec (36), Frans schilder en graficus
- 14 - William McKinley (58), 25ste president van de Verenigde Staten

### oktober
- 15 - Jan Fockema (29), Nederlands wielrenner

### november
- 30 - Edward John Eyre (86), Brits ontdekkingsreiziger en koloniaal bestuurder

## Weerextremen in België
- 21 februari: Minimumtemperatuur tot –15,0 °C in Leopoldsburg en –25,0 °C in Stavelot.
- 11 maart: Neerslag met woestijnstof.
- 10 april: Tornado in de streek van Terhulpen.
- 13 juli: 63 mm neerslag op 24 uur te Semmerzake (Gavere).

Bron: KMI Gegevens Ukkel 1901-2003  met aanvullingen 